# Ateneum (dwumiesięcznik)
Ateneum – dwumiesięcznik kulturalny ukazujący się w Warszawie od stycznia 1938 roku do maja 1939, redagowany przez Stefana Napierskiego. Profil pisma skupiony był na propagowaniu wartości humanistycznych, przeciwstawianych militaryzmowi i nacjonalizmowi.
Z czasopismem współpracowali: Bolesław Miciński, Kazimierz Wyka, Jerzy Stempowski i Ludwik Fryde. Na jego łamach ukazywały się wiersze poetów Kwadrygi i Żagarów, oraz utwory Tadeusza Brezy, Stanisława Ignacego Witkiewicza, Jarosława Iwaszkiewicza, Mieczysława Jastruna, Karola Ludwika Konińskiego, Władysława Sebyły. Publikowano przekłady: Stefana Georgego, Aleksandra Błoka, Siergieja Jesienina, Guillaume’a Apollinaire’a.